# Les Barraques
Les Barraques es un barrio del municipio de Carcagente. Perteneciente a la provincia de Valencia, en la Comunidad Valenciana, España.

## Historia
El barrio de Les Barraques, junto con el de Santa Bárbara y el de La Muntanyeta, constituyen las tres agrupaciones urbanas que, separadas en principio del núcleo urbano de Carcagente, aparecen a lo largo del siglo XIX como consecuencia del desarrollo demográfico y económico generado por la implantación del cultivo del naranjo. 
Les Barraques fue creado y habilitado por población inmigrante que se asentó a la salida del núcleo urbano, junto a la antigua cañada de los Montes de Granada, importantísima vía pecuaria de la trashumancia en aquellos momentos, y a lo largo del barranco de San Antonio o La Rambla. Sus pobladores subsistían del trabajo en los campos de naranjos, transformación, plantación, recolección, etc., y de la explotación de los frondosos pinares y carrascales que todavía entonces rodeaban el núcleo humano. 
La especial topografía que le brinda su asentamiento sobre la ladera de una pequeña colina que desciende bruscamente hacia el cauce del Barranco de San Antonio, y lo particular de sus edificaciones primitivas, un conjunto de barracas de barro y paja adosadas por sus laterales, ha condicionado fuertemente la morfología de su estructura urbana. 
Después del incendio sufrido en 1855, esta edificación primitiva que dio nombre al barrio fue sustituida por construcciones más sólidas que mantuvieron, en la mayoría de los casos, la estructura original del parcelario. Se trató, por tanto, de una operación de renovación edilicia no acompañada por una redistribución de la propiedad del suelo, manteniéndose sin casi modificaciones la estructura urbana.

## Fiestas
- Las fiestas del barrio se celebran la primera semana de agosto y son en honor al Santísimo Cristo de la Buena Muerte. (Organizadas por la Comisión de fiestas)

- Cena de San Antonio de Padua. La segunda semana de junio y alrededor del día 13. Organizado por la asociación de vecinos San Antonio (Associació de Veïns Les Barraques).

- "Nit dels farolets". La tercera semana de agosto. (Organizado por la Associació de Veïns Les Barraques).

- Datos: Q3703226